# 鳥尾花
鳥尾花（学名：Crossandra infundibuliformis）为爵床科鳥尾花屬下的一个种。